# Sofie Ribbing
Sofie Amalia Ribbing (6 de março de 1835 – 7 de dezembro de 1894) foi uma pintora sueca da Escola de Düsseldorf. Especializou-se em retratos e cenas de gênero, muitas vezes ambientadas em contextos familiares.

## Biografia
Ela nasceu em Adelöv, no Condado de Jönköping, Suécia. Era filha de Per Arvid Ribbing e Carolina Augusta Ehrencrona. Seu pai era o Presidente do Tribunal Distrital local (Häradshövding). Quando ela tinha apenas quatro anos, sua família se mudou para a Paróquia de Hakarp, mais próxima de Jönköping. A partir de 1850, estudou na Academia Real Sueca de Belas Artes, e depois transferiu-se para a Kunstakademie Düsseldorf, onde estudou com Karl Ferdinand Sohn, que mais tarde se tornaria Presidente da Academia.
Mais tarde, foi para Paris e conseguiu um cargo nos estúdios de Jean-Baptiste-Ange Tissier, e depois continuou seus estudos em Bruxelas com o pintor e gravador Louis Gallait. Durante a década de 1860, teve um estúdio em Copenhague. Em 1866, sob o patrocínio de Gallait, realizou sua primeira exposição no Salão de Bruxelas. Nesse mesmo ano, teve uma exposição bem-sucedida na Exposição Industrial de Estocolmo. Ela também fez longas visitas a Londres, onde realizou exposições em 1872 e 1888, e Haia. Passou um tempo em Roma com sua amiga, a pintora Agnes Börjesson. Nunca se casou e faleceu em 1894 em Oslo (então Christiania) enquanto visitava a Noruega.
Seus trabalhos podem ser vistos no Museu Nacional, no Museu de Arte de Gotemburgo e na Galeria Nacional da Noruega. Em 2016, o Conselho Nacional Sueco de Patrimônio escolheu sua pintura Meninos Desenhando (1864) como uma das obras que representariam a Suécia na "Europeana 280"; uma celebração do patrimônio artístico compartilhado da Europa.